# Marvin Stalder
Marvin Federick Stalder (født 9. december 1905 i Riverside, Californien, død 2. september 1982 i Kerrville, Texas) var en amerikansk roer og olympisk guldvinder.

## Rokarriere
Stalder roede otter for sit universitet, University of California og var med til at vinde det amerikanske collegemesterskab i 1928. Samme båd repræsenterede USA ved OL 1928 i Amsterdam. Resten af besætningen bestod af Jack Brinck, Frank Frederick, Bill Thompson, Bill Dally, Ji Workman, Hubert Caldwell, Peter Donlon og styrmand Don Blessing. Der deltog i alt 11 både i konkurrencen, hvor amerikanerne kom i finalen ved at vinde alle deres heats. I finalen mødte de den britiske båd, der havde en nem semifinale uden konkurrenter, og de lagde også bedst fra land, men amerikanerne tog sig sammen og vandt deres tredje OL-guld i træk, mens Storbritannien fik sølv og Canada som tabende semifinalist bronze.

## Videre karriere
Stalder gik ind i militæret som officer, først i hæren og senere i luftvåbnet, og han blev pensioneret med rang af løjtnant.

## OL-medaljer
- 1928:  Guld i otter